# Ahmadreza Djalali
Ahmadreza Djalali (Perzisch: احمدرضا جلالی; Sarab, 15 september 1971)  is een Iraans-Zweedse professor en medicus, gespecialiseerd in rampengeneeskunde. In oktober 2017 werd hij in Iran ter dood veroordeeld op beschuldiging van spionage en medeplichtigheid aan de dood van twee Iraanse nucleaire experts. Internationaal wordt dit gehouden voor het resultaat van een schijnproces nadat Djalali zelf had geweigerd te spioneren voor de Iraanse autoriteiten.

## Biografie

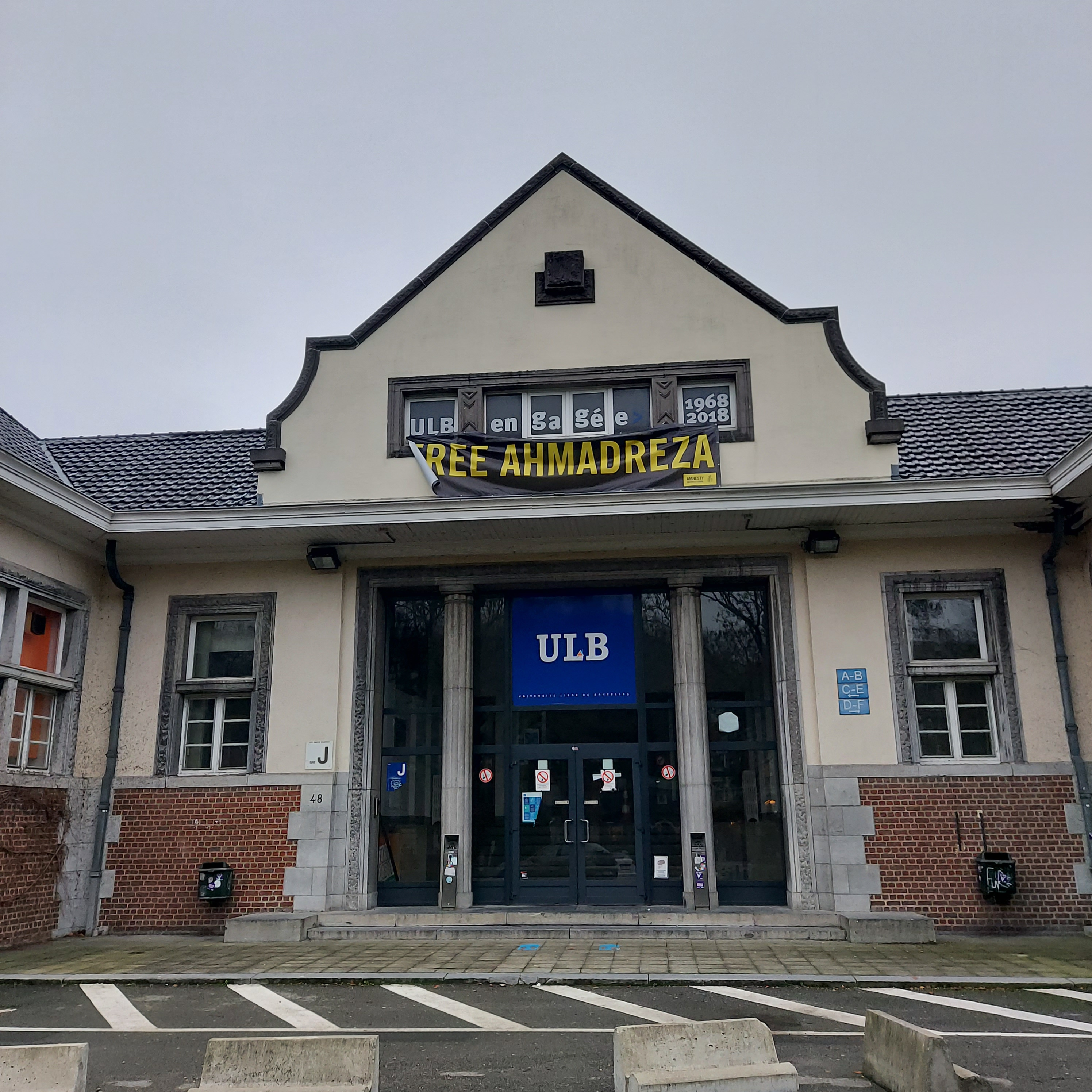
Free Ahmadreza-spandoek in Brussel

Djalali is verbonden aan het Karolinska-instituut in Stockholm en was ook gastdocent aan de Vrije Universiteit Brussel.
Op 25 april 2016 werd Djalali tijdens een werkbezoek in Iran gearresteerd en opgesloten in de Evin-gevangenis in de hoofdstad Teheran. Hij werd verdacht van spionage in opdracht van de Israëlische Mossad en ging over tot bekentenissen, maar volgens Amnesty International was deze bekentenis voortgekomen uit foltering. Eind oktober 2017 werd hij na een schijnproces ter dood veroordeeld.
In 2022 dreigde Iran ermee Djalali te executeren op 21 mei 2022, wat uiteindelijk niet gebeurde. Hij wordt beschouwd als een slachtoffer van de gijzelingspolitiek van Iran om andere landen onder druk te zetten Iraanse landgenoten in buitenlandse gevangenissen los te laten.
Internationale diplomatieke bemiddeling, onder meer door Amnesty International als door zowel de Belgische als Zweedse ministers van Buitenlandse Zaken, leverde vooralsnog niet de vrijlating van Djalali op.
Op 9 mei 2025 kreeg hij een hartaanval in de Iraanse gevangenis waar hij zat.
Op 23 juni 2025, tijdens de oorlog tussen Iran en Israël, lanceerde Israël luchtaanvallen op delen van de gevangenis. Djalali werd geëvacueerd naar een andere gevangenis in Teheran.